# الكاسكيطة والسيجار
الكاسكيطة والسيجار هي رواية للمؤلف الجزائري غاني مهدي، صدرت عام 2015 عن منشورات الفقاقير

## عن الرواية
الرواية من 17 فصلا موزعة على 240 صفحة، مزيج من سيرة ذاتية للكاتب التي سردها بضمير الغائب وأضاف سرد لأحداث تاريخية متسلسلة منذ استقلال الجزائر إلى سنة 2015، وتيرة السرد كانت سريعة نوعا ما، سرعة الزمن الذي نعيشه، ما يجعل القارئ يتيه بين السنوات والأحداث ويدخل في دوامة الحقائق والزمن الذي يعيد نفسه.

## ملخص
«الكاسكيطة والسيجار» قصة جزائر مسيرة بقبضة من حديد من طرف الجيش منذ الاستقلال، قصة تحكم المخابرات وتدخلها في كل آليات الدولة، بل هو أيضا قصة الأحزاب الإسلامية، وجبهة محاربة الفساد. إنها قصة خيبات أمل رجل لم يكن له حظ مع الحب! في صورة الجزائر التي غابت عن موعدها مع الحرية والديمقراطية والحداثة. فهي رواية وفي نفس الوقت كتاب تاريخي وسياسي وسيرة ذاتية. الكتاب يستعرض مختلف الكاسكيطات (الرؤساء العسكريين) الذين تناوبوا على حكم الجزائر والجزائرين، كما يحمل الكثير من الحقائق التي تم التستر عليها من طرف المسؤولين.

## اقتباسات من الرواية
- «تحرينا الكذب حتى أصبح جزء من شخصيتنا وشخصية أولادنا، قل للطارق أنني لست هنا، قل للسائل في الهاتف أنني نائم، حتى الأطفال الصغار زرعنا فيهم الكذب والتحايل فصارت جملهم لا تخلو من كلمة (أقسم) التي صارت تعترض كل جملة...»
- «كنت أحب تقبيا أبي، لكن في مجتمعنا البوح بشعورنا حتى مع أقرب الناس إلينا شيء صعب!»